# Zbrojewo
Zbrojewo – wieś w Polsce położona w województwie zachodniopomorskim, w powiecie drawskim, w gminie Drawsko Pomorskie. W latach 1975–1998 miejscowość administracyjnie należała do województwa koszalińskiego. W roku 2007 wieś liczyła 15 mieszkańców. Miejscowość wchodzi w skład sołectwa Jankowo.
Polska nazwa Zbrojewo została formalnie nadana 13 maja 1949 roku w miejsce niemieckiej nazwy Bernsdorf.

## Geografia
Wieś leży ok. 4,5 km na północny zachód od Jankowa, ok. 1,2 km na wschód od jeziora Żabice.